# Hôrka (Starochorskie Wierchy)
Hôrka (1017 m) – szczyt w Starohorskich Wierchach na Słowacji. Znajduje się w południowym grzbiecie szczytu Kozí chrbát (1330 m), oddzielony od niego przełęczą Zubová. Grzbiet ten oddziela Uhliarską dolinę od Hiadelskiej doliny. Opadające do Hiadelskiej doliny wschodnie stoki Hôrki są bardzo strome. Stoki zachodnie opadają do doliny potoku Zubová. Wszystkie są porośnięte lasem.
Słowo hôrka w tłumaczeniu na język polski oznacza małą górę (górkę).